# Kitchen Criminals
Kitchen Criminals je kuchařská reality show z produkce BBC. Hlavními šéfkuchaři a protagonisty pořadu jsou uznávaní britští šéfkuchaři John Burton Race a Angela Hartnett, kteří vyhledávají ty nejhorší kuchaře, které lze ve Spojeném království nalézt. Po nalezení dvacetičlenné skupiny kuchařských amatérů je rozdělí se na dvě skupiny po deseti lidech - každá skupina je vedena jedním šéfkuchařem a ti se pokusí je naučit vařit lépe. Postupně jsou v sériích soutěžící hodnoceni porotou a ti nejhorší jsou vyřazováni až do doby, kdy z každé desetičlenné skupiny zůstane jeden, teoreticky nejlepší kuchař - amatér, a ve finále se utká nejlepší soutěžící jedné skupiny proti nejlepšímu z druhé. Tito dva zbývající soutěžící musí uvařit pokrmy pro tři odborné gastronomické kritiky. Vítězem zatím první série soutěže se stal Harj Chaggar.